# Liste der Wappen in der Provinz Verona
Die Liste der Wappen in der Provinz Verona beinhaltet alle in der Wikipedia gelisteten Wappen der Provinz Verona in der Region Venetien in Italien. In dieser Liste werden die Wappen mit dem Gemeindelink angezeigt.

## Wappen der Provinz Verona

Provinz Verona
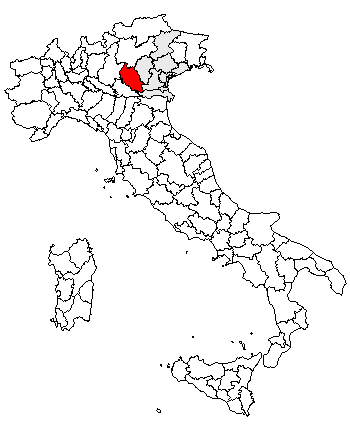
Lage in Italien

## Wappen der Gemeinden der Provinz Verona

Affi
Albaredo d’Adige
Angiari
Arcole
Badia Calavena
Bardolino
Belfiore
Bevilacqua
Bonavigo
Boschi Sant’Anna
Bosco Chiesanuova
Bovolone
Brentino Belluno
Brenzone sul Garda
Bussolengo
Buttapietra
Caldiero
Casaleone
Castel d’Azzano
Castelnuovo del Garda
Cavaion Veronese
Cazzano di Tramigna
Cerea
Cerro Veronese
Cologna Veneta
Colognola ai Colli
Concamarise
Costermano
Dolcè
Erbezzo
Erbè
Ferrara di Monte Baldo
Fumane
Garda
Gazzo Veronese
Grezzana
Illasi
Isola Rizza
Isola della Scala
Lavagno
Lazise
Malcesine
Marano di Valpolicella
Mezzane di Sotto
Minerbe
Montecchia di Crosara
Monteforte d’Alpone
Mozzecane
Negrar di Valpolicella
Nogara
Nogarole Rocca
Oppeano
Palù
Pastrengo
Pescantina
Peschiera del Garda
Povegliano Veronese
Pressana
Rivoli Veronese
Ronco all’Adige
Roncà
Roverchiara
Roveredo di Guà
Roverè Veronese
Salizzole
San Bonifacio
San Giovanni Ilarione
San Giovanni Lupatoto
San Martino Buon Albergo
San Mauro di Saline
San Pietro di Morubio
San Pietro in Cariano
San Zeno di Montagna
Sanguinetto
Sant’Ambrogio di Valpolicella
Sant’Anna d’Alfaedo
Selva di Progno
Soave
Sommacampagna
Sona
Sorgà
Terrazzo
Torri del Benaco
Tregnago
Trevenzuolo
Valeggio sul Mincio
Velo Veronese
Verona
Veronella
Vestenanova
Vigasio
Villa Bartolomea
Villafranca di Verona
Zevio
Zimella